# Стефаніс Франц Адольфович
Стефаніс Франц (21 листопада (3 грудня) 1865—13 (26) лютого 1917) — анатом родом з Одеси. Після закінчення Київського університету (1889) залишився при ньому, керував кафедрою анатомії і заклав при ній навчальний музей. Праці Стефаніса присвячені вивченню лімфатичної системи та топографії внутрішніх органів людини; він запропонував спеціальну методику дослідження лімфатичних судин та апарат для ін'єкції їх.